# Sigrid die Stolze
Sigrid die Stolze (auch Gunhild(a), Sigrid Storråda; * um 965; † nach 1014) ist eine Person, die in vielen nordischen Sagen und historischen Chroniken auftaucht. Es ist nicht bekannt, ob es sich dabei um eine reale Person handelte oder um eine fiktive, bei der die Lebensläufe verschiedener realer Personen zusammengefasst wurden.
Sie soll um 985 mit dem schwedischen König Erik dem Siegreichen verheiratet worden sein, um dem Bündnis der Dänen mit Obodriten und Liutizen gegen das Heilige Römische Reich und die Piasten zu begegnen. Sie gebar zwei Söhne, von denen Olof Skötkonung später König von Schweden wurde.
Als ihr Mann Erik 995 gestorben war, soll sie den dänischen König Sven Gabelbart geheiratet haben. Von ihm wurde sie Mutter der dänischen Könige Harald II. und Knut der Große sowie dreier Töchter, von denen eine nach ihrer Mutter (lat.) Santslaue genannt wurde.

## Herkunft
Die Informationen aus skandinavischen Quellen, nach denen sie schwedischer Herkunft war, unterscheiden sich von den Berichten anderer Chronisten, welche annahmen, dass sie eine Slawin war.

### Skandinavische Quellen
Die nordischen Sagen berichten über Sigrid, dass sie eine Tochter des mächtigen Wikingers Skoglar Toste aus Västergötland war. Sie heiratete Erik den Siegesfrohen und ließ sich später von ihm scheiden. Die Gründe dafür werden in den verschiedenen Sagen unterschiedlich dargestellt. Nach der Trennung regierte sie mit ihrem zweiten Sohn, Emunde, über Västergötland (Gautland). Als Herrscherin über dieses Gebiet war sie begehrt bei weniger bedeutenden Unterkönigen der umliegenden Gebiete, die sie ehelichen wollten. Zwei besonders eifrige Bewerber, Harald Grenske, den Vater des norwegischen Königs Olav II. Haraldsson, und Vissevold, der vermutlich ein russischer Prinz war, ließ sie in ihrer Halle verbrennen, um – wie sie sagte – künftig Kleinkönigen zu verleiden, zu ihr zu kommen und um ihre Hand anzuhalten.

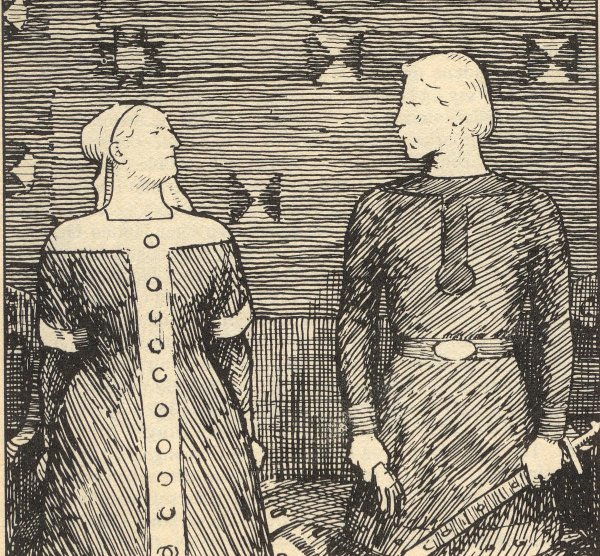
Sigrid und Olav Tryggvasson, phantasievoller Holzschnitt von Erik Werenskiold aus dem Jahr 1899.

Nach diesem Gewaltakt wussten die anderen Unterkönige, dass sie besser keine ähnlich gearteten Versuche unternehmen sollten, und Sigrid erhielt den Beinamen Storråda („die Stolze“ oder „die Hochmütige“). Die Sagen berichten weiter, dass Sigrid nicht abgeneigt war, den norwegischen König Olav Tryggvason zu heiraten. Sie war jedoch nicht bereit, den christlichen Glauben anzunehmen. Daraufhin kam es zum Streit zwischen Olav und ihr, der zu einer bitteren Feindschaft wurde. Sigrid soll stattdessen den dänischen König Sven Gabelbart geheiratet haben, welcher auf ihr Drängen hin zusammen mit ihrem Sohn Olof Skötkonung, der nun schwedischer König war, gegen Olav Tryggvasson vorging, worauf Olav in der Schlacht bei Svolder umkam.
In den isländischen Sagen und bei Saxo Grammaticus ist nur vermerkt, dass Sigrid zusammen mit Sven Gabelbart die Tochter Estrid hatte, welche wiederum Mutter des dänischen Königs Sven Estridsson war. Harald II. und Knut der Große werden in der Beschreibung dieser Ehe nicht genannt.
Eine mögliche Erklärung ist, dass Sven Gabelbart zweimal verheiratet war, zuerst mit Sigrid Storråda und später mit der unten beschriebenen Świętosława oder Gunhild von Polen.

### Andere Chronisten
Verschiedene Chroniken geben an, dass Knut der Große eine polnische Mutter hatte oder dass sie einem nahe verwandten Geschlecht entstammte.
Laut Thietmar von Merseburg soll Knuts Mutter aus der Eheverbindung von Herzog Mieszko von Polen aus dem Haus der Piasten mit der Prinzessin Dubrawka von Böhmen stammen, doch Thietmar gibt nicht ihren Namen an. Er gilt im Allgemeinen als der am besten informierte mittelalterliche Chronist, da er zu vielen beschriebenen Ereignissen in persönlicher Verbindung stand und auch gut über das Geschehen in Polen und Dänemark informiert war. Thietmar berichtet nicht, dass diese Königin vorher Königin in Schweden war.
Adam von Bremen nennt eine polnische Prinzessin als Frau von Erik dem Siegesfrohen und berichtet weiter, dass sie auch die Mutter von Harald II. und Knut dem Großen war. In einem späteren Teil seines Werkes nennt er sie Gunhild. Manche Historiker vertraten deshalb die Ansicht, dass Sigrid Storråda eine Erfindung der nordischen Sagen war. Heute wird zumeist angenommen, dass Adam einem Missverständnis unterlag, als er die Sigrid und Gunhild zu einer Person zusammenlegte. Dass Sigrid eine reale Person war, wird auch dadurch gestützt, dass die dänischen Besitzungen in Schweden als "Syghridslef" (Sigrids Erbgut) bezeichnet wurden.
Der slawische Vorname Świętosława gründet sich hauptsächlich auf einer Inschrift im Werk Liber vitae of the New Minster and Hyde Abbey, Winchester, wo vermerkt ist, dass Knut der Große eine Schwester mit dem lateinischen Namen Santslaue hatte (der Text lautet "Santslaue soror CNVTI regis nostri").  Weiter wurde vermutet, dass diese Frau nach ihrer Mutter benannt wurde.
Die Ehe dieser Königin mit Sven Gabelbart dauerte nicht lange. Sie wurde von ihm verstoßen und musste in ihre slawische Heimat zurückkehren, bis sie von ihren Söhnen zurückgeholt wurde, nachdem diese nach dem Tod des Vaters die Macht in Dänemark übernommen hatten. Bemerkenswert ist, dass sie nicht nach Schweden reiste, was sie nach Ansicht mehrerer Kommentatoren getan hätte, wenn sie die Mutter von Olof Skötkonung gewesen wäre.
Auch in einem Band des englischen Werkes Encomium Emmae Reginae wird darüber berichtet, dass Knut der Große ins Land der Slawen fuhr, um seine Mutter nach Dänemark zu holen. Hier wird aber nicht behauptet, dass sie auch Slawin war.